# Comuna Ciuprene, Vidin
Ciuprene (în bulgară Чупрене) este o comună în regiunea Vidin, Bulgaria, formată din satele Ciuprene, Dolni Lom, Gorni Lom, Protopopinți, Repleana, Sredogriv, Tărgoviște și Vărbovo. 

## Demografie
Componența etnică a comunei Ciuprene
     Romi (14,4%)
     Bulgari (75,51%)
     Nicio identificare (10,08%)
     Altele (0%)
La recensământul din 2011, populația comunei Ciuprene era de 2.083 locuitori. Din punct de vedere etnic, majoritatea locuitorilor (75,51%) erau bulgari, cu o minoritate de romi (14,4%). Pentru 10,08% din locuitori nu este cunoscută apartenența etnică.